# Roy Glauber
Roy Jay Glauber (1. září 1925, New York – 26. prosince 2018) byl americký fyzik. V roce 2005 obdržel spolu s Johnem Hallem a Theodorem Hänschem Nobelovu cenu za fyziku za příspěvek k rozvoji kvantové teorie optické koherence. Roy Jay Glauber přednášel jako profesor fyziky na Harvardově univerzitě. Během II. světové války se podílel na projektu Manhattan (vývoj atomové bomby), kde byl tehdy ve svých 18 letech jedním z nejmladších vědců. Má syna a dceru.